# Tablat
 (juillet 2023).
Si vous disposez d'ouvrages ou d'articles de référence ou si vous connaissez des sites web de qualité traitant du thème abordé ici, merci de compléter l'article en donnant les références utiles à sa vérifiabilité et en les liant à la section « Notes et références ».
Pour les articles homonymes, voir Tablat (homonymie).
Tablat (en arabe : تابلاط) une ville d'Algérie, chef-lieu de commune et de daira de même nom dans la wilaya de Médéa en Algérie.

## Géographie
Tablat est une localité de montagne située à 500 m d'altitude et dans une dépression de l'Atlas blidéen et les monts de Khachena à 67 km au sud d'Alger et 90 km à l'est de Médéa, le chef-lieu de wilaya a environ 72 km à l'est de blida  et à  52 km au sud-ouest Boumerdès  et à 95 km au sud-ouest de Tizi ouzou et à 69 km au nord-ouest de Bouira.
|           | Deux Bassins |                              |
| Aissaouia | Tablat       | Guerrouma (Wilaya de Bouira) |
|           | Mezerana     | Mihoub                       |

## Histoire

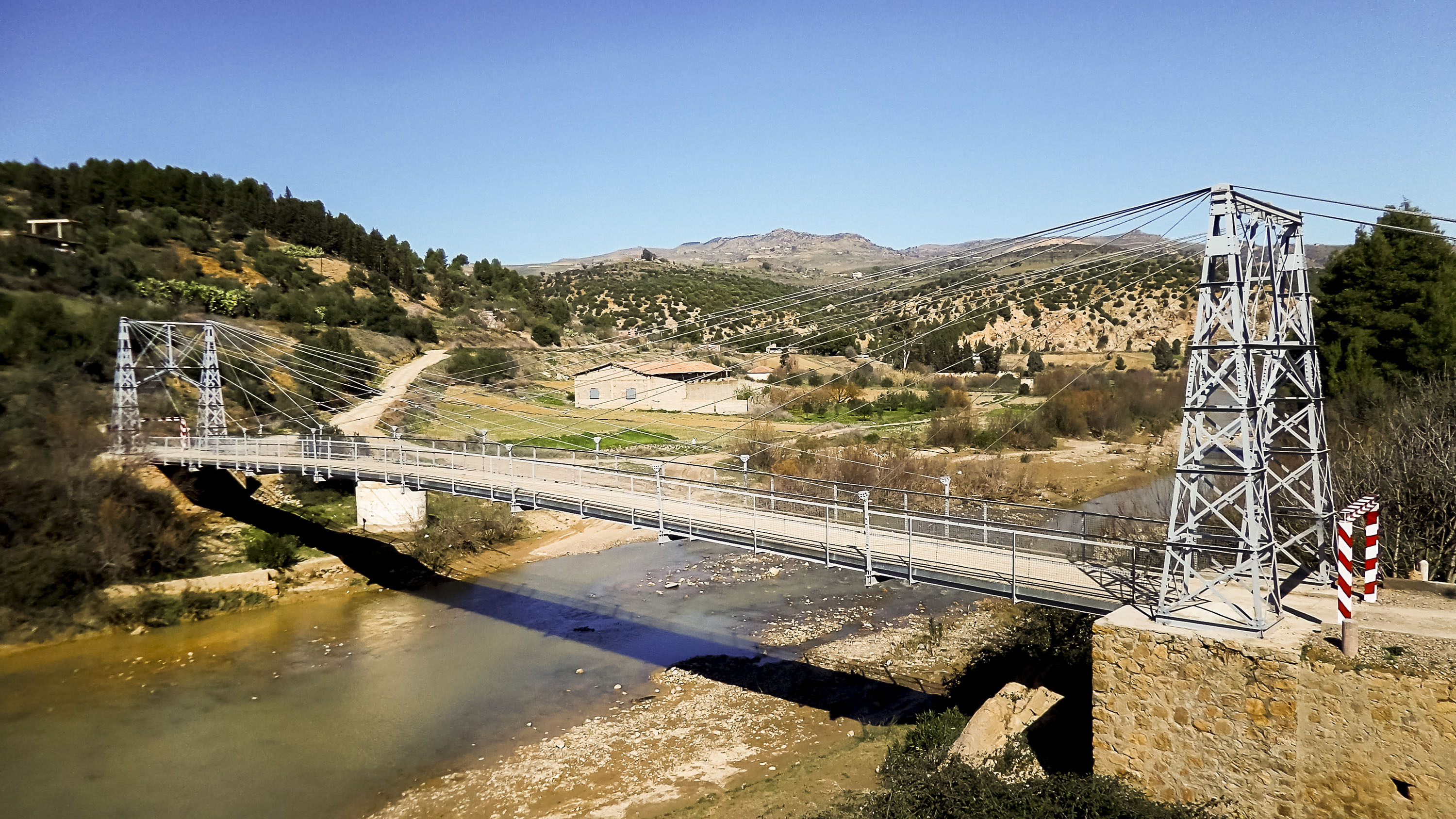
Pont suspendu de Tablat.

Tablat est l'ancienne Tablata, chef-lieu d'une marche romaine au Ve siècle, d'après Oscar Mac Carthy (1825-1913), chargé, depuis 1849 par le ministre français de la Guerre, d'une mission d'exploration des territoires algériens.
Tablat est devenu un centre de peuplement colonial français, à 550 m d'altitude, sur un plateau élevé de 50 m au-dessus des cours d'eau qui le contournent. Terres labourables de bonne qualité, forêt de Mezrenna à 6 km, marché hebdomadaire important, climat sain, mais très chaud en été.
TABLAT, Alger, village naissant, sur la route d'Alger à Aumale, à 450 m. d'altitude., à 4 km du confluent de l’0ued el-Melah et de l'Oued -Zeghrouai, qui forment l’Isser de l’Est, 61 km d’Alger,
C'est la région des Cheurfa et des Maures venus du Maroc et d'Andalousie au début du XVIe siècle, qui formait le grand Aârch des Beni Sliman qui se composait de sept tribus : Bahata; Tiara, El Ouazana, Tourtatine, Tablat, Mezghana.
Durant l'occupation ottomane, Tablat relevait du khalifat de Sebaou,  sous l'autorité de l'Agha d'Alger. L'émir Abd el-Kader, l'avait placée sous l'autorité d'Ahmed Ben Salem, khalifa du Sebaou.
Le centre colonial de Tablat a été créé en 1876 dans le département d'Alger et devient commune mixte en 1879.
La commune indigène d’Alger devient la commune mixte de Tablat par arrêté gouvernemental du 10 février 1879.

Chef-lieu : Tablat.
- Beni Miscera (Algérie)
- El Euch (Algérie)
- El Ouzana (Algérie)
- Tablat (Algérie)
- Tiara (Algérie)
- Tourtatsine (Algérie)
- Ziana (Algérie)

En 1958, il est chef-lieu d'arrondissement rattaché au département du Titteri.

## Toponymie
Tablat, appellation “Tablata”, “Tablat” dérive du romain Tablatensis qui signifie « marche militaire », « casernement » ou « camp romain ».
Les Maures (les Berbères de l’Afrique du Nord, sous domination romaine) utilisaient la dénomination« Tavlast » qui dérive du romain « Tablatensis » et signifiant  « casernement », « marche militaire »…
Tablata (ville romaine) a donné Tavlast ouTavlat (amazigh) qui a donné, à son tour, Tablat (appellation actuelle).

## Économie.
La région vit essentiellement de l'agriculture.

## Personnalités liées à la commune
- Omar Boudjellab (1930-2006) : médecin, cardiologue et homme politique algérien. Ancien maquisard durant la guerre d'Algérie et ancien ministre.

« Ce fut un des pères les plus prestigieux de la médecine algérienne en général et de la cardiologie en particulier. À Tablat où il est né, une contrée rude, mais attachante, il a acquis les qualités de simplicité, d'innocence, de solidarité et de spontanéité des habitants. » (Professeur Merad, 2012)
- Abdelkader Tidjani, Si Abdeka (1937-1997) : maquisard, D.A.G à la présidence de la République algérienne. Major de sa promotion "Emir Abdelkader" de l'École nationale d'administration (Algérie) (1964/1968),

cofondateur de l'équipe de football locale (E.S.T).
- Lounici Ali, (1935-2006) : capitaine, ancien maquisard de la Wilaya IV durant la guerre d’Algérie, son nom a été donné à un collège de Tablat (C.E.M Lounici Ali) et à l'Université d'El Affroun (Université Lounici Ali).

- Haddad EL Djilali (1927-1985) : né le 14 septembre 1927 à Tablat, musicien, compositeur et parolier, il dirigeait l'orchestre de l'émission radiophonique Min koul fen choueye produite par Habib Hachelaf. À l'indépendance de l'Algérie, Haddad el Djilali est chef d'un orchestre moderne jusqu'en avril 1963, date à laquelle il quitte la radio pour le théâtre national algérien. Lors du festival panafricain qui a eu lieu à Alger en 1969, Haddad EL Djilali brillera en composant la célèbre Ferha ou zahoua pour le ballet National. Haddad el djilali meurt le 10 janvier 1985 à Alger à l'âge de 58 ans.

- Brahim Zergui (Rezig), 1949-2016, fils de Rabah (el mazari), expert économiste, cadre supérieur au ministère du Travail, de la Formation professionnelle et de la Défense nationale.

- Ahmed Oumennad : Mort en 1924. Interprète et poète. Originaire de Tablat. Ce célèbre chanteur du début du siècle interprétait son propre répertoire.

- Braham Salhi  (1938/1959), capitaine si hassane, mort au combat durant la guerre d'Algérie.